# Лысогорский (Ульяновская область)
Лысогорский — посёлок в Тереньгульском районе Ульяновской области. Входит в состав Подкуровского сельского поселения.

## География
Находится на расстоянии примерно 32 километра по прямой на север-северо-запад от районного центра поселка Тереньга.

## История
В поздний советский период относился к совхозу «Ташлинский». 

## Население
Население составляло 21 человек в 2002 году (русские 100%), 15 по переписи 2010 года.